# Timothy Van Patten
Timothy Van Patten, detto Tim (New York, 10 giugno 1959), è un attore e regista statunitense.

## Biografia
È noto per aver girato diversi episodi di serie televisive dell'emittente americana HBO, come I Soprano, Boardwalk Empire, The Wire, The Pacific (con Steven Spielberg e Tom Hanks), Roma e Il Trono di Spade. Ha lavorato spesso in coppia con lo sceneggiatore Terence Winter. Per la regia de I Soprano, Van Patten si è aggiudicato numerosi Emmy Awards.

## Vita privata
È il fratellastro degli attori Dick e Joyce Van Patten, e padre dell'attrice Grace Van Patten.

## Filmografia

### Attore

#### Cinema
- Classe 1984 (Class of 1984), regia di Mark L. Lester (1982)
- The Silence, cortometraggio, regia di Michael Toshiyuki Uno (1982)
- Escape from El Diablo, regia di Gordon Hessler (1983)
- Alien - Zona di guerra (Zone Troopers), regia di Danny Bilson (1985)
- Tipi sbagliati (The Wrong Guys), regia di Danny Bilson (1988)
- Catacombs - La prigione del diavolo (Catacombs), regia di David Schmoeller (1988)

#### Televisione
- La famiglia Bradford (Eight Is Enough) - serie TV, 1 episodio (1978)
- Time Out - serie TV, 54 episodi (1978-1981)
- High Powder - film TV (1982)
- Johnny Garage - film TV (1983)
- The Master - serie TV, 13 episodi (1984)
- A cuore aperto (St. Elsewhere) - serie TV, 3 episodi (1985)
- La divisa strappata (Dress Gray) - miniserie TV, 2 episodi (1986)
- Night Heat - serie TV, 2 episodi (1986-1987)
- True Blue - serie TV, 12 episodi (1989-1990)

### Regista
- Il tocco di un angelo (Touched by an Angel) - serie TV, 31 episodi (1994-2000)
- I Soprano (The Sopranos) – serie TV, 20 episodi (1999-2007)
- Water with Food Coloring, cortometraggio, regia di Rick Page (2001)
- The Wire – serie TV, 3 episodi (2002-2004)
- Sex and the City – serie TV, 4 episodi (2003-2004)
- Roma (Rome) – serie TV, episodi 1x07-2x01 (2005-2007)
- Deadwood – serie TV, episodio 2x08 (2005)
- The Pacific – miniserie TV, 3 puntate (2010)
- Boardwalk Empire - L'impero del crimine (Boardwalk Empire) – serie TV, 18 episodi (2010-2014)
- Il Trono di Spade (Game of Thrones) – serie TV, episodi 1x01-1x02 (2011)
- Black Mirror – serie TV, episodio 4x04 (2017)
- Perry Mason – serie TV, 5 episodi (2020)
- Masters of the Air – miniserie TV, puntata 9 (2024)
- Franklin – miniserie TV (2024)

## Doppiatori italiani
Nelle versioni in italiano delle opere in cui ha recitato, Tim Van Patten è stato doppiato da:
- Massimo Giuliani in La famiglia Bradford
- Luca Dal Fabbro in Time Out
- Loris Loddi in Classe 1984